# Liste der Biografien/Zis
Liste der Biografien |
Portal Biografien |
Personensuche
# |
A |
B |
C |
D |
E |
F |
G |
H |
I |
J |
K |
L |
M |
N |
O |
P |
Q |
R |
S |
T |
U |
V |
W |
X |
Y |
Z |
?
 
Za |
Zb |
Zc |
Zd |
Ze |
Zf |
Zg |
Zh |
Zi |
Zj |
Zk |
Zl |
Zm |
Zn |
Zo |
Zr |
Zs |
Zu |
Zv |
Zw |
Zy |
Zz
 
Zia |
Zib |
Zic |
Zid |
Zie |
Zif |
Zig |
Zih |
Zij |
Zik |
Zil |
Zim |
Zin |
Zio |
Zip |
Zir |
Zis |
Zit |
Ziu |
Ziv |
Ziw |
Zix |
Ziy |
Ziz
Die Liste der Biografien führt alle Personen auf, die in der deutschsprachigen Wikipedia einen Artikel haben. Dieses ist eine Teilliste mit 35 Einträgen von Personen, deren Namen mit den Buchstaben „Zis“ beginnt.

## Zis

### Zisc
- Zischeck, Rolf (1934–2012), deutscher Fußball- und Handballspieler
- Zischek, Karl (1910–1985), österreichischer Fußballspieler
- Zischg, Marcel (* 1988), italienischer Autor
- Zischka, Anton (1904–1997), österreichischer Journalist und Sachbuchautor
- Zischka, Rudolf (1895–1980), tschechoslowakischer Politiker
- Zischkou, Raman (* 1994), belarussischer Radsportler
- Zischler, Hanns (* 1947), deutscher Filmschauspieler, Schriftsteller und DramaturgHanns Zischler (* 1947)

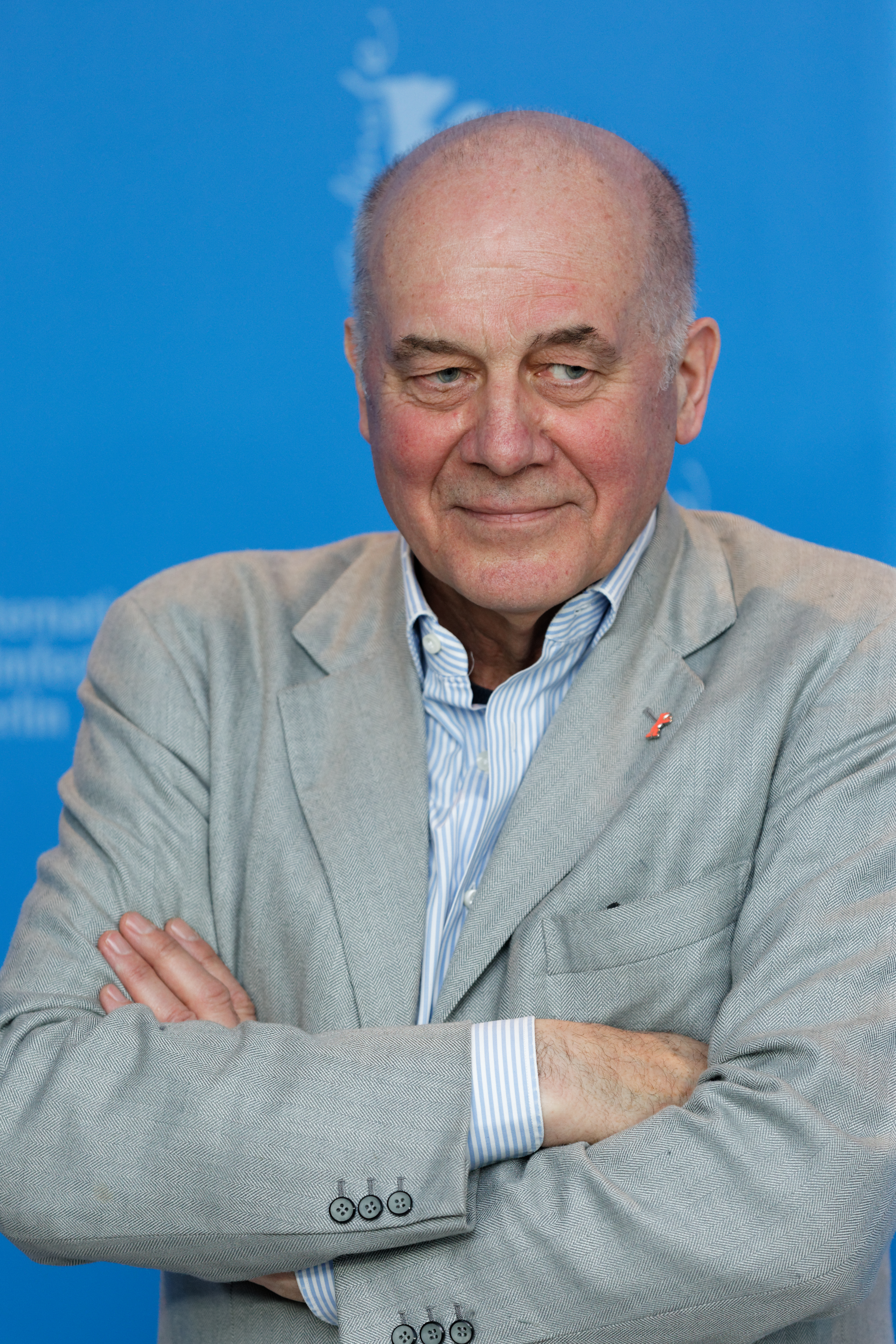
Hanns Zischler (* 1947)

- Zischler, Hans (* 1957), deutscher Biologe

### Zisi
- Zisis, Nikolaos (* 1983), griechischer Basketballspieler

### Zisk
- Zisk, Craig, US-amerikanischer Filmregisseur und Filmproduzent
- Ziska, Helgi (* 1990), färöischer Schachspieler
- Ziska, Jochen (* 1941), deutscher Formgestalter
- Ziska, Marius, färöischer Singer-Songwriter
- Ziskie, Dan (1944–2025), US-amerikanischer Schauspieler sowie Fotograf
- Ziskin, Laura (1950–2011), US-amerikanische Filmproduzentin
- Ziskofen, Bernd (1942–1993), deutscher Unternehmer, Rallycross-Funktionär

### Zisl
- Zislin, Henri (1875–1958), elsässischer Journalist und politischer Karikaturist
- Zislin, Wiborada (1749–1812), Archivarin und Chronistin des Klosters St. Gallenberg
- Zisling, Aharon (1901–1964), israelischer Politiker und Minister

### Zism
- Zisman, Emanuel (1935–2009), israelischer Politiker

### Ziss
- Zissener, Sabine (* 1970), deutsche Politikerin (CDU), MdEP
- Zisser, Michael (* 1966), österreichischer Fußballspieler
- Zisser, Pascal (* 1992), österreichischer Fußballspieler
- Zisser, Stefan (* 1980), italienischer Eishockeyspieler
- Zisser, Uwe (* 1968), österreichischer Tennisspieler
- Zisserman, Andrew (* 1957), britischer Informatiker
- Zissu, Boaz (* 1966), israelischer Klassischer Archäologe

### Zist
- Zistl, Franz (1936–2010), deutscher Anästhesist
- Zistler, Alfred (1929–2009), österreichischer katholischer Priester
- Zistler, Raphael (* 1994), deutscher American-Football-Spieler
- Zistler, Rudolf (1886–1960), österreichisch-ungarischer Rechtsanwalt

### Zisw
- Ziswiler, Nino (* 1999), Schweizer Fussballtorhüter
- Ziswiler, Urs (* 1949), Schweizer Diplomat
- Ziswiler, Vinzenz (1935–2025), Schweizer Zoologe

### Zisy
- Zisyadis, Josef (* 1956), Schweizer Theologe und Politiker